# Hyllus nebulosus
Hyllus nebulosus är en spindelart som beskrevs av George William Peckham och Elizabeth Maria Gifford Peckham 1907. Hyllus nebulosus ingår i släktet Hyllus och familjen hoppspindlar. Inga underarter finns listade i Catalogue of Life.